# Tara (genre)
Pour l’article homonyme, voir Tara.
Genre
Synonymes
- Atrytone Keyserling, 1882 nec Scudder, 1872

Tara est un genre d'araignées aranéomorphes de la famille des Salticidae.

## Distribution
Les espèces de ce genre sont endémiques d'Australie.

## Liste des espèces
Selon World Spider Catalog (version 18.0, 23/05/2017) :
- Tara anomala (Keyserling, 1882)
- Tara gratiosa (Rainbow, 1920)
- Tara parvula (Keyserling, 1883)

## Publications originales
- Peckham & Peckham, 1886 : Genera of the family Attidae: with a partial synonymy. Transactions of the Wisconsin Academy of Sciences, Arts, and Letters, vol. 6, p. 255-342 (texte intégral).
- Keyserling, 1882 : Die Arachniden Australiens. Nürnberg, vol. 1, p. 1325-1420 (texte intégral).